# 府城街道 (海口市)
府城街道是中国海南省海口市琼山区的一个街道，中共府城街道工委和府城街道办事处驻建国路1号原琼山区政府办公地，新琼山区政府则搬迁至滨江街道办公。

## 行政区划
府城街道管辖9个社区
- 府城社区
- 鼓楼社区
- 文庄社区
- 忠介社区
- 云露社区
- 甘蔗园社区
- 龙昆南社区
- 北官社区
- 北胜社区